# 대한민국 민법 제994조
대한민국 민법 제994조는 민법 친족법 조문이었다. 호주제가 폐지됨에 따라 같이 삭제되었다.

## 조문
제994조 

## 같이 보기
- 호주제